# Maylandia flavifemina
Maylandia flavifemina és una espècie de peix de la família dels cíclids i de l'ordre dels perciformes.

## Etimologia
Maylandia fa referència a l'ictiòleg alemany Hans J. Mayland, mentre que flavifemina deriva dels mots llatins flavus (groc) i femina (femella) en al·lusió al color groc de l'aleta anal de les femelles d'aquesta espècie.

## Descripció
Fa 8,5 cm de llargària màxima. Els joves i les femelles són de blau-beix clar a groc amb l'aleta anal de color groc brillant. Mascles amb l'aleta anal i les membranes de la caudal de color negre. El musell representa entre el 27,7 i el 36,6% de la longitud del cap. 17-19 espines i 8-10 radis tous a l'aleta dorsal i 3-4 espines i 6-9 radis tous a l'anal.

## Alimentació
Menja diatomees i d'altres algues de la superfície de les roques.

## Hàbitat i distribució geogràfica
És un peix d'aigua dolça, bentopelàgic (entre 4 i 50 m de fondària, normalment entre 6 i 15) i de clima tropical, el qual viu a l'Àfrica oriental: les àrees sorrenques i rocalloses del llac Malawi a Malawi.

## Costums
Els mascles són territorials i ocupen espais entre les roques -sovint amb un fons de sorra- per excavar-hi un cau destinat a la fresa. Les femelles solen ésser solitàries o formen petits grups (rarament de més de 3 exemplars). Els joves i els mascles adults no territorials són solitaris, constitueixen parelles o formen grups de 3-8 peixos.

## Observacions
És inofensiu per als humans.